# Dewald Potgieter

a Compétitions nationales et continentales officielles uniquement.

b Matchs officiels uniquement.
Dernière mise à jour le 3 juillet 2013.
 Dewald Johan Potgieter, né le 22 février  1987 à Port Elizabeth (Afrique du Sud), est un joueur de rugby à XV sud-africain qui évolue au sein de l’effectif des Bulls dans le Super 15 et en  équipe d'Afrique du Sud. Il évolue d’ordinaire au poste de troisième ligne aile et plus rarement comme  troisième ligne centre.

## Biographie
Formé dans sa province de l’Eastern Province, Dewald Potgieter intègre les rangs des juniors des Blue Bulls de Pretoria en 2006. Il débute avec l'équipe première le 2 mars 2007 lors de match de Vodacom Cup contre les Griffons. Il dispute la finale perdue 33-29 contre les Griquas, rentrant en seconde mi-temps pour remplacer Ruan Vermeulen. Puis, il dispute la Currie Cup où il atteint la demi-finale que les Blues Bulls perdent contre les Free State Cheetahs. L'année suivante, il débute avec les Bulls dans le Super 14 contre les Stormers. Il dispute de nouveau la Currie Cup et atteint cette fois la finale que les Bulls perdent contre les Sharks sur le score de 14 à 9. Cette même année, il connaît ses premières sélections avec l'équipe nationale des moins de 21 ans.
Début 2009, il retrouve le Super 14 et cette fois, il remporte la compétition avec les Bulls en battant largement les Chiefs 61-17 en finale. Au mois de juin, il connaît des sélections avec les Emerging Springboks en affrontant les Lions britanniques. Puis en juillet, il dispute la Currie Cup qu'il remporte pour la première fois après la finale gagnée 36-24 fin octobre par les Blues Bulls contre les Free State Cheetahs. Au mois de novembre, il connaît sa première sélection internationale en Irlande en novembre 2009 lorsqu’il remplace temporairement Bakkies Botha.
En 2010, il remporte de nouveau le Super 14 après la finale gagnée contre les Stormers. Il est titularisé pour la première fois en équipe nationale en juin 2010 contre le pays de Galles au Millennium Stadium de Cardiff, match au cours duquel il inscrit le premier essai de sa carrière internationale.

## Palmarès
- Vainqueur du Super 14 en 2009 et 2010
- Vainqueur de la Currie Cup en 2009
- Finaliste de la Currie Cup en 2008
- Finaliste de la Vodacom Cup en 2007

## Statistiques en équipe nationale
- équipe d'Afrique du Sud de rugby à XV
  - 6 sélections
  - 5 points (1 essai)
  - sélections par année : 1 en 2009, 5 en 2010
- équipe A (2009)
- équipe des moins de 21 ans (2006)
- International scolaire (2005)